# Mamadassa Sylla
Mamadassa Sylla (15 czerwca 1993) – francuski zapaśnik walczący w stylu klasycznym. Olimpijczyk z Paryża 2024, gdzie zajął ósme miejsce w kategorii do 67 kg. Piąty na mistrzostwach świata w 2018 roku. 
Piąty na mistrzostwach Europy w 2024. Dwunasty na igrzyskach wojskowych w 2019. Brązowy medalista wojskowych MŚ w 2018. Drugi na mistrzostwach Francji w 2019, 2021 i 2022; drugi w 2019; trzeci w 2013, 2015, 2016 i 2018 roku.